# Phare de Seven Foot Knoll

Le phare de Seven Foot Knoll (en anglais : Seven Foot Knoll Light) était un phare sur pilotis situé au large de l'embouchure du fleuve Patapsco en baie de Chesapeake dans le Comté d'Anne Arundel, au Maryland. Il a été remplacé en 1988 par une balise automatique et l'ancien phare a été déplacé au port de Baltimore pour servir de musée pour des expositions.
Il est inscrit au Registre national des lieux historiques depuis le 22 août 1989 sous le n° 89001096 .

## Historique
Il était initialement installé sur un haut-fond rocheux, Seven Foot Knoll, à l'embouchure de la rivière Patapsco. Les premières demandes d'éclairage ont été faites en 1848, avec des crédits initiaux en 1851. Les retards dans la planification et les enchères ont poussé le début de la construction à 1854. La maison se composait d'une structure cylindrique de plaques de fer forgé placée sur une plateforme. La plupart des pièces ont été fabriquées à Baltimore dans les fonderies Murray et Hazelhurst. Les pièces ont ensuite été expédiées sur Seven Foot Knoll par bateau où elles ont été assemblées. La glace, menace perpétuelle pour les structures sur pilotis, a provoqué des dommages en 1884 et 1894, ce qui a conduit à l’empilement de 600 mètres cubes d'enrochement autour des fondations.
Le phare a été automatisé en 1949 et est tombé en ruine. Il a finalement été remplacé par une tour à claire-voie en 1987. Celui-ci est toujours en activité.

## Description
Le phare actuel est une tourelle métallique à claire-voie de 16 m de haut, avec une balise automatique. Il émet, à une hauteur focale de 17 m, un éclat blanc ou rouge de 0.6 seconde, selon direction, toutes les 6 secondes. Sa portée est de 12 milles nautiques (environ 22 km)  pour le feu blanc et 9 milles nautiques (environ 17 km) pour le feu rouge.

## Caractéristiques dufeu maritime
Fréquence : 6 secondes (WR)
- Lumière : 0.6 seconde
- Obscurité : 5.4 secondes

Identifiant : ARLHS : USA-750H ; USCG : 2-8120 ; Admiralty : J2248 .

### Préservation
En 1988, le phare d'origine a été retiré de Seven Foot Knoll, porté par une barge grue d'une capacité de 1.000 tonnes et placé à terre dans l'Inner Harbor de Baltimore où il a été donné à la ville. Le 22 août 1989, Avec l’aide de la Lady Maryland Foundation (maintenant la Living Classrooms Foundation), de nombreux membres de la famille Steinhice ont travaillé à la restauration de la structure avant sa réouverture. Le phare est un élément contribuant à la Baltimore National Heritage Area (en) et fait partie du Heritage Documentation Programs, une division du National Park Service.

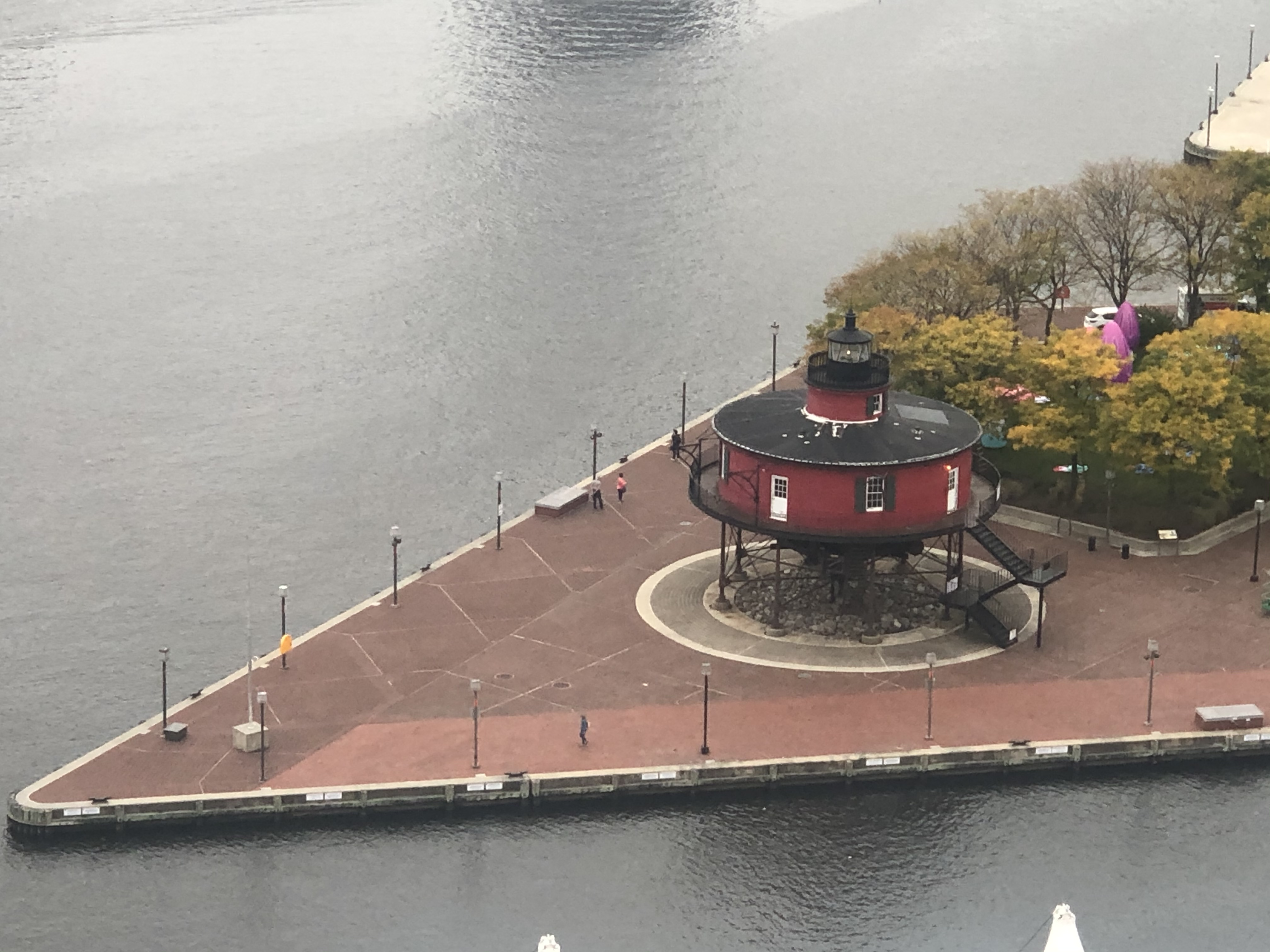
Position du phare
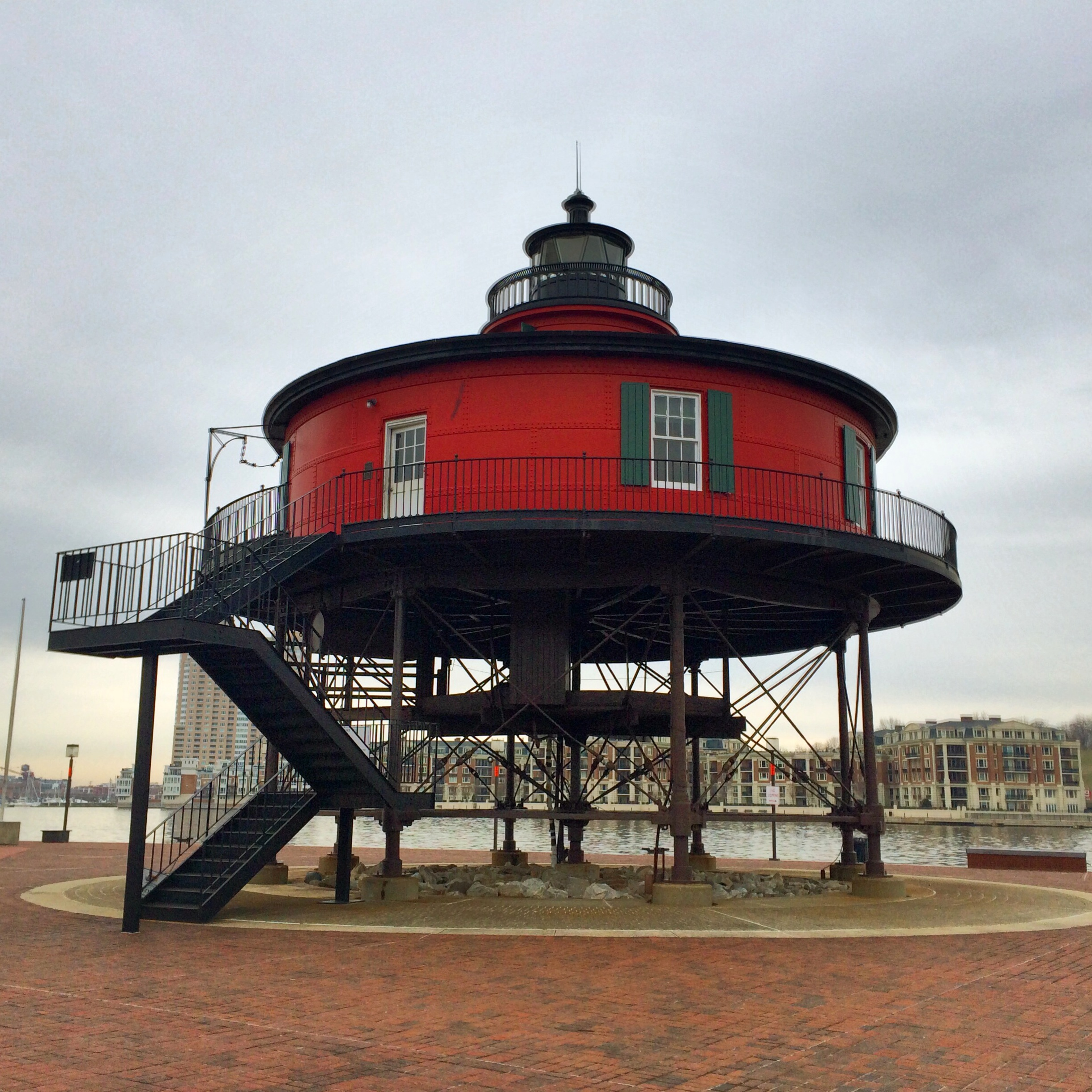
Le phare (musée)

### Lien connexe
- Liste des phares du Maryland